# 聖弗蘭西斯科區 (安博省)
10°20′49″S 76°17′12″W / 10.3470°S 76.2868°W
聖弗蘭西斯科區（西班牙語：Distrito de San Francisco），是秘魯的一個區，位於該國中部瓦努科大區的安博省，始建於1943年9月21日，面積121.2平方公里，海拔高度3,500米，2005年人口3,673，人口密度每平方公里30人。